# Мексес, Филипп
Фили́пп Мексе́с (фр. Philippe Mexès; 30 марта 1982, Тулуза, Франция) — французский футболист, защитник.
В составе «римлян» играл на протяжении семи сезонов, пять раз становился вице-чемпионов Италии. В 2011 году перебрался в «Милан» в качестве свободного агента, став на один сезон самым высокооплачиваемым защитником Серии A. На счету Мексеса два Кубка Италии и Кубок Франции. В составе сборной Франции выигрывал Кубок Конфедераций 2003 года, а также участвовал в чемпионате Европы 2012.
В своей карьере забивал немало голов с дальних дистанций, а его великолепный мяч ударом через себя в поединке против «Андерлехта» был признан лучшим голом Лиги чемпионов 2012/13.

## Карьера

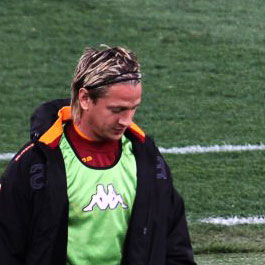
Мексес в составе «Ромы»

Филипп Мексес начинал играть в футбол в клубе «Тулуза», а в шестнадцатилетнем возрасте оказался в молодёжной команде «Осера». В основном составе клуба дебютировал 10 ноября 1999 года в матче с «Труа». В «Осере» раскрылся талант молодого защитника — его приглашали сначала в юношеские сборные Франции (до 18 и 21 года), а в августе 2002 года — в национальную. За сборную Мексес сыграл всего 22 матча и стал победителем Кубка конфедераций 2003 года. Последний вызов в сборную состоялся в апреле 2009 года.
После ухода из сборной Лилиана Тюрама стал вновь вызываться в сборную.
В 2004 году перешёл в «Рому». После первого сезона в основе клуба из столицы Италии, Мексес оказался в запасе в начале сезона 2005/06, уступив место в основном составе ганцу Самуэлю Куффуру. Однако после отъезда Куффура на Кубок африканских наций Мексес быстро вернул себе место в составе и стал одним из ключевых игроков команды. В мае 2011 года на правах свободного агента перешёл в «Милан».
8 июля 2015 года продлил контракт с «Миланом» сроком на 1 год. В 2016 году завершил карьеру футболиста.

## Достижения

### Командные
«Осер»
- Обладатель Кубка Франции: 2003

«Рома»
- Обладатель Кубка Италии: 2007, 2008

Сборная Франции
- Чемпион Европы (до 18 лет): 2000
- Чемпионата Европы среди молодёжных команд: 2002 (финалист)
- Обладатель Кубка конфедераций: 2003

### Личные достижения
- Автор самого красивого гола Лиги чемпионов 2012/13
- Лучший молодой футболист Франции: 2000
- France Football: «Надежда 2000 года» (Лучший молодой игрок)